# Ken Jeong

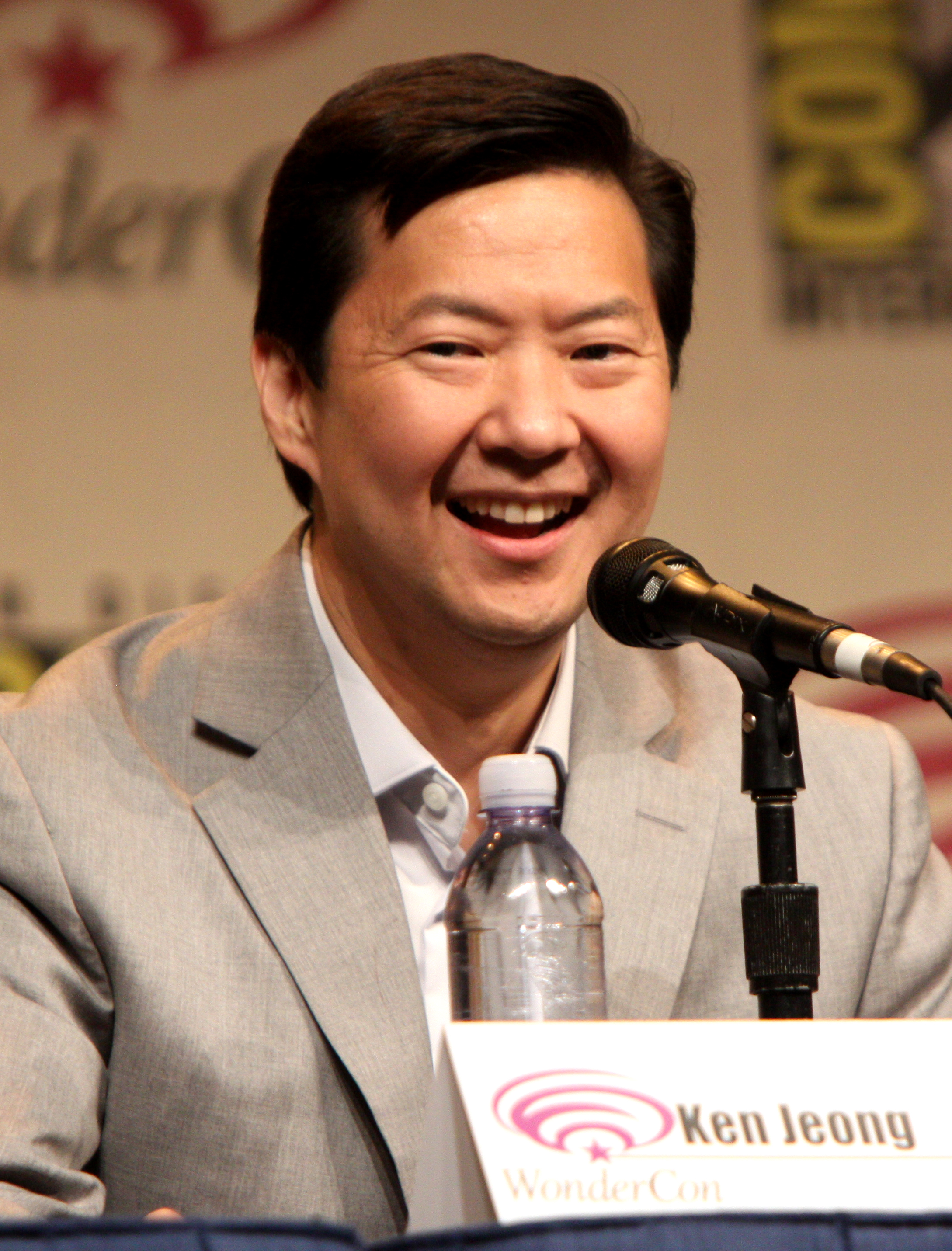
Ken Jeong, 2012

Kendrick „Ken“ Kang-Joh Jeong (* 13. Juli 1969 in Detroit, Michigan), manchmal auch Dr. Ken genannt, ist ein US-amerikanischer Comedian, Schauspieler und Arzt. Er ist dafür bekannt, dass er seine medizinischen Kenntnisse in seine Komödien miteinbezieht.

## Leben
Als Sohn südkoreanischer Einwanderer schloss Ken Jeong sein Studium an der Duke University und University of North Carolina at Chapel Hill ab. Sein Durchbruch gelang ihm, als er Big Easy Laff-Off gewann, wo NBC-Präsident Brandon Tartikoff und Budd Friedman in der Jury saßen. Die beiden bewogen Jeong dazu, nach Los Angeles zu ziehen, um bei den Comedyklubs The Improv und Laugh Factory regelmäßig aufzutreten.
Größere Bekanntheit erreichte Jeong mit der Darstellung des Gangsters Leslie Chow in der Hangover-Trilogie. In der NBC-Fernsehserie Community hatte Ken Jeong von 2009 bis 2015 eine Hauptrolle als Ben Chang inne.
2018 wurde er in die Academy of Motion Picture Arts and Sciences berufen, die jährlich die Oscars vergibt.

## Filmografie (Auswahl)

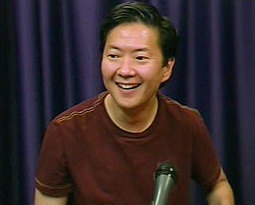
Jeong während eines Interviews 2008

### Spielfilme
- 2007: Beim ersten Mal (Knocked Up)
- 2008: Ananas Express (Pineapple Express)
- 2008: Stiefbrüder (Step Brothers)
- 2008: Vorbilder?! (Role Models)
- 2009: Hangover (The Hangover)
- 2009: Verrückt nach Steve (All About Steve)
- 2009: All Inclusive (Couples Retreat)
- 2009: The Goods – Schnelle Autos, schnelle Deals (The Goods: Live Hard, Sell Hard)
- 2010: Beilight – Bis(s) zum Abendbrot (Vampires Suck)
- 2010: Ich – Einfach unverbesserlich (Despicable Me, Stimme)
- 2010: Reine Fellsache (Furry Vengeance)
- 2011: Big Mama’s Haus – Die doppelte Portion (Big Mommas: Like Father, Like Son)
- 2011: Hangover 2 (The Hangover: Part II)
- 2011: Der Zoowärter (Zookeeper)
- 2011: Transformers 3 (Transformers: Dark of the Moon)
- 2013: Hangover 3 (The Hangover: Part III)
- 2013: Ich – Einfach unverbesserlich 2 (Despicable Me 2, Stimme)
- 2013: Pain & Gain
- 2013: Turbo – Kleine Schnecke, großer Traum (Turbo, Stimme)
- 2014: Die Pinguine aus Madagascar (Penguins of Madagascar, Stimme)
- 2015: DUFF – Hast du keine, bist du eine (The Duff)
- 2016: Ride Along: Next Level Miami (Ride Along 2)
- 2016: Norm – König der Arktis (Norm of the North, Stimme)
- 2017: Killing Hasselhoff
- 2018: Crazy Rich (Crazy Rich Asians)
- 2018: Gänsehaut 2 – Gruseliges Halloween (Goosebumps 2: Haunted Halloween)
- 2019: Susi und Strolch (Lady and the Tramp)
- 2019: Avengers: Endgame
- 2020: Boss Level
- 2020: Der Spion von nebenan (My Spy)
- 2020: The Opening Act
- 2020: Scooby! Voll verwedelt (Scoob!, Stimme von Dynomutt)
- 2020: Project Rainfall (Occupation: Rainfall)
- 2021: Tom & Jerry
- 2021: My Little Pony: A New Generation (Stimme)
- 2021: Die Flummel (Extinct, Stimme)
- 2023: Fool’s Paradise
- 2024: Der Spion von nebenan 2 (My Spy: The Eternal City)

### Fernsehserien
- 1997: Big Easy – Straßen der Sünde (The Big Easy, Episode 2x06)
- 2003–2005: MADtv (4 Episoden)
- 2005: Two and a Half Men (Episode 2x17)
- 2005: The Office (Episode 2x09)
- 2007: Boston Legal (Episode 4x02)
- 2008: Ehe ist… (’Til Death, 2 Episoden)
- 2008: Worst Week (2 Episoden)
- 2009: Party Down (Fernsehserie, 2 Episoden)
- 2009, 2011: American Dad (3 Episoden, Stimme)
- 2009–2015: Community (92 Episoden)
- 2015: Glee (2 Episoden)
- 2014, 2018: BoJack Horseman (2 Episoden, Stimme)
- 2015–2017: Dr. Ken (44 Episoden)
- 2016: Fresh Off the Boat (Episode 3x01)
- 2018–2019: Magnum P.I. (2 Episoden)
- seit 2019: The Masked Singer (US-Juror)
- 2020: The Masked Singer (UK-Juror)
- 2022: The Pentaverate

## Auszeichnungen
• 2010: MTV Movie Award für den besten What-The-Fuck Moment
• 2024: Stern auf dem Hollywood Walk of Fame